# Sonja Joanne Geller
Sonja Joanne Geller (* 2000 in Neuss) ist eine deutsche Schauspielerin.

## Leben
Sonja Joanne Geller wurde 2000 in Neuss geboren und absolvierte ihre Schauspielausbildung von 2018 bis 2021 an der Internationalen Akademie für Filmschauspiel in Köln. Im Anschluss begann sie, Rollen in deutschen Fernsehproduktionen wie Marie Brand oder Wilsberg zu übernehmen.

## Filmografie
- 2023: Sechs auf einen Streich – Das Märchen von der Zauberflöte
- 2023: Gletschergrab
- 2023: Die Quellen des Bösen
- 2024: Maschin
- 2025: Marie Brand und das tote Au-pair
- 2025: American Sweatshop
- 2025: Wilsberg: Mit allen Wassern gewaschen (Fernsehreihe)